# Westfalske fred
Den westfalske fred er de aftaler, der kom ud af de forhandlinger, som foregik fra den 15. maj til den 24. oktober 1648 i de to byer Osnabrück og Münster i Westfalen i Tyskland. Freden afsluttede Trediveårskrigen i Tyskland/Europa og den firsårige uafhængighedskrig i Nederlandene.
Forud gik fem års løbende forhandlinger med alle krigens parter: næsten alle stater i Europa. Konferencen blev et forbillede for senere konferencer. Princippet om staternes ligeberettigelse og uafhængighed af de sædvanlige koalitioner var med til at gennemføre freden.
De rigsretslige regler i den Westfalske fred blev indskrevet i forfatningen i det Tysk-Romerske rige og holdt til dets opløsning i 1806. Freden bidrog til europæisk stabilitet mellem stormagterne frem til den franske revolution og efter den.

## Overblik
Alle europæiske problemer blev ikke løst i Osnabrück og Münster, men der blev nået vigtige mål. Det første var traktaten mellem Spanien og Forenede Nederlande den 30. januar 1648 med freden i Münster.
Det ratificerede dokument, der markerede magtudskiftningen, blev offentligt bekræftet på rådhuset i Münster 15. og 16. maj 1648. De Forenede Nederlandes suverænitet blev anerkendt, og de trådte ud af det Tysk-Romerske Rige.
Derimod lykkedes det ikke i Münster at finde en løsning på tidens vigtigste magtkamp: striden mellem Frankrig og Spanien. Det skete først med freden i Pyrenæerne i 1659. Den westfalske fred var kun en delvis succes.
Den westfalske fredsslutning afsluttede Trediveårskrigen i det tyske rige. Kernen i freden blev en ny religionsret. Kejseren blev underlagt rigsstændernes rettigheder og fik retten til at vælge egen religion. Den westfalske fred blev grundlov for det tysk romerske rige. Det betød, at det schweiziske edsfællesskab fik religionsfrihed og politisk uafhængighed.
På trods af dens fragmentariske struktur gjaldt det westfalske system som grundlag for stormagtspolitik fra 1650 til den franske revolution – og endda efter den. En af de vigtigste grunde var massiv deltagelse (vigtige undtagelser Polen, Rusland og Storbritannien) af de stærkeste magter i Europa og gav regler og gyldighed for senere konferencer.

## Forberedelser til kongressen
Siden 1637 havde de krigsførende parter haft temaet Universalfredskonference på deres program, men det var først i december 1641, at de i Hamborg enedes om, hvor og med hvilke deltagere en sådan konference skulle holdes. Begge forhandlingsbyer og vejene imellem dem var kort forinden blevet demilitariseret, og alle forhandlingsdeltagere havde fået frit lejde.
De virkelige fredsforhandlinger begyndte i juni 1645 og blev uden mæglere ført både i Osnabrück mellem kejserlige, svenske og rigsstændernes gesandter og i Münster mellem pavelige, venetianske mæglere og franske gesandter. Delingen skete dels for ikke at forrangere franskmænd og svenskere i den ene lejr, dels fordi de svenske protestanter og de pavelige udsendinge nægtede at forhandle med hinanden.
I begyndelsen protesterede kejser Ferdinand III voldsomt mod at lade rigsstænderne deltage, men han måtte bøje sig efter pres fra især fransk side. På den måde blev forhandlingerne i Osnabrück mellem riget og Sverige til et tysk forfatningskonvent, mens forhandlingerne i Münster udstak de europæiske rammebetingelser og forhandlede de lensretslige problemer samt problemerne mellem Spanien og de Forenede Nederlande på plads.
Grundet rang- og titelstridigheder blev forhandlingerne alvorligt forsinket. Det var første gang, at så mange lande mødtes til forhandlinger.

## Deltagere
Frankrigs forhandlere var i Münster hertug Henri II de Valois-Longueville fra højadelen og diplomaterne Claude d´Avaux og Abel Servien.
Svenskerne var repræsenteret af Johan Adler Salvius og Johan Oxenstierna, søn af rigskansler Axel Oxenstierna.
Den kejserlige gesandt i begge byer var grev Maximillian von Trautmannsdorff. I Münster blev han støttet af grev (senere fyrste) Johann-Ludwig von Nassau-Hadamar og juristen Isaak Volmar, i Osnabrück var den befuldmægtigede Johann Maximillian Graf Lamberg og den kejserlige rigshofråd og jurist Johannes Krane af Geseke.
Som indbudte mæglere var den kølniske bisp nuntius Fabio Chigi (den senere pave Alexander 7.) og den venetianske diplomat Alvise Contarini.
Fra det spanske hof var Gaspar de Bracamonte y Guzmán conde de Peñaranda, Diego Fajardo Saavedra, Antoine Brun blandt forhandlerne.
Generalstaterne (Nederlandene) havde otte befuldmægtigede, og det schweiziske edsfællesskab var repræsenteret af Johann Rudolf Wettstein, borgmester i Basel. Derudover var talrige rigsstænder repræsenteret.
Blandt de evangeliske stænders gesandter var Sachsen-Altenburgs Wolfgang Konrad Thumbshirn og Braunschweig-Lüneburgs Jakob Lampadius. Det lykkedes Württembergs gesandt Johann Konrad Varnbüler at etablere kontakten til Sverige og få området revet løs fra riget. Gesandten fra Corvey skrev konferencens historie.

## Forhandlinger
Under forhandlingerne fortsatte krigshandlingerne, og de militære sejre og nederlag påvirkede i høj grad deltagerne.
Selv om rigsstændernes deltagelse i fredsforhandlingerne blev udfordret flere gange (Admissionsstriden), repræsenteredes det tysk-romerske rige ved konferencens begyndelse alene af kejseren. Et råd i 1642-43 i Frankfurt havde løbende oplyst og vejledt om rigets forfatningsmæssige problemer. Den svenske gesandt i 1643 Johann Adler Salvius kom med et forslag om en afskaffelse af majestætsrettighederne: Jeres sikkerhed består i de tyske stænderes frihed.
Den svenske general Torstensson erobrede i 1645 de kejserlige arvelande til Donau, og Königsmarck erobrede Prags del med borgen 15. juli 1648 (Malá Strana). Disse begivenheder blev udslagsgivende, for at de endelige fredstraktater blev underskrevet 24. oktober 1648 i Münster. Først fire måneder efter, 18. februar 1649, blev aftalen ratificeret, og forhandlingerne fortsatte løbende for at omsætte aftalen i praksis. Demobiliseringen af hærene krævede yderligere forhandlinger, der fandt sted i Nürnberg 1649, og viste sig i to aftaler af 26. juni og 2. juli 1650. De efterfølgende protester fra paven i august 1650 mod fredstraktaten og igen i november mod de religionsretslige regler i traktaten forblev virkningsløse.

## Den westfalske freds bestemmelser

### Territoriale ændringer
Sverige fik ud over fem millioner daler i krigsskadeserstatning hele Forpommern, øen Rügen, Oderudmundingen og højresiden af Oder. Desuden fik de byen Wismar, der hørte til Mecklenburg, og bispedømmerne Bremen og Verden. Alle landområderne skulle forblive tyske rigslen, og Sverige fik sæde samt stemme i de tyske rigs- og amtsdage.
Kurfyrsten af Brandenburg fik den resterende del af Pommern som erstatning for det mistede Forpommern, som kurfyrsterne fik arveret til efter de pommerske slægters uddøen i 1657. Derudover fik han bispedømmerne Magdeburg, Halberstadt, Minden og Cammin, også selv om Magdeburg forblev den saksiske prins Augusts besiddelse indtil hans død i 1680. Hertug Adolf Friedrich von Mecklenburg-Schwerin fik som erstatning for afståelsen af Wismar bispedømmerne Schwerin og Ratzeburg. Hertugdømmet Braunschweig-Lüneburg fik suverænitet over det katolske højstift i Osnabrück samt Walkenried og Gröningen. Huset Hessen-Kassel modtog klosterjorden i Hersfeld samt en del af det tidligere grevskab Schaumburg. Bayern fik tildelt Oberpfalz samt kurfyrsteværdigheden. Rheinpfalz fik den nyoprettede ottende kurfyrsteværdighed. Ærkeskattemestertitlen blev leveret tilbage til Karl V´s søn Karl Ludwig.
Frankrig indlemmede byerne Metz, Toul og Verdun, de såkaldte Tróis-Evéches (tre bispedømmer), som havde været tilknyttet Frankrig siden 1552. Derudover opgav kejseren (og Østrig) alle rettigheder til byen Breisach, landgrevskaberne i øvre og nedre Alsace og Sundgau. Landfogederne i de ti forenede rigsstæder i Alsace blev for evigt tilknyttet den franske krone.
Det gamle edsfællesskab (det schweiziske edsfællesskab) fik anerkendt sin uafhængighed af det hellige Tysk Romerske rige. Ud over disse ændringer gav freden ubegrænset amnesti til alt, hvad der var sket siden 1618 og bekræftede besiddelsesforholdene fra 1624. Kun kejseren opnåede for sine arvelande den undtagelse, at besiddelsesforholdene fra 1630 blev forhandlingsgrundlag.

### Kirkelige og politiske anliggender
Forhandlingerne fastslog kirkeligt tilhørsforhold og religionsrettigheder i Passau-traktaten og Augsburger religionsfreden for de reformerte fra Augsburg(1555): De to trosretninger, katolsk og evangelisk, blev totalt ligestillet; den evangeliske minoritet måtte ikke nedstemmes i religionssager på rigsdagene. Striden om de kirkelige stifter og godser blev løst efter restitutionsediktet fra 1629, hvor besiddelserne i 1624 blev udgangspunkt for al fremtidig fordeling. De kejserlige arvelande blev undtaget; der beholdt kejseren uindskrænket magt. Rigsstænderne fik udtrykkeligt anerkendt deres territoriale overhøjhed og retten til forsvar gennem forbund med udenlandske magter. Forbundene måtte dog ikke rettes mod kejseren og det tysk-romerske rige. Den ny forfatning skulle implementeres på næste rigsdag. For de konfessionelt blandede rigsstæder Ravensburg, Dinkelsbühl og Biberach i Sydtyskland indførtes et forfordelt regerings- og forvaltningssystem. I Augsburg var fordelingen allerede inkorporeret i byens forfatning fra 1548. Den blev nu bekræftet.

## Vurdering og perspektiv
Den westfalske fred skal ses som et kompromis mellem de deltagende parter. Fordelen ved at fortsætte en krig, som havde udtømt parternes ressourcer og skabt en enorm krigstræthed, var svær at se. Det omfangsrige regelsæt omfattede – ud over en revision af religionsfreden fra Augsburg – vidtgående reguleringer af forfatningsforholdene mellem Kejserrige og Rigsstænder; forholdet mellem dem blev udjævnet. Fredstraktaten blev det vigtigste fundament for Kejserrigets forfatning sammen med den Gyldne Bulle. Traktatens åbne spørgsmål – specielt spørgsmålet om troppernes tilbagetog – blev afklaret i de følgende måneder ved en kongres i Nürnberg.
Traktaten ses i dag som den historiske begyndelse på, at ligeberettigede stater kan forhandle fred på plads. Forhandlingerne i Osnabrück og Münster ses som begyndelsen på den udvikling, der har ført til den moderne folkeret og den politiske videnskab i det westfalske system. 
Samtiden hyldede freden som en længe ventet afslutning på årtiers myrderi. Freden var til sidste del af det 18. århundrede fundamentet for de protestantiske stænders politiske rettigheder og religiøse frihed.
I det 19. århundrede blev freden nedvurderet i Tyskland i lyset af den preussiske og senere stortyske nationalisme. Den blev set som en skændsel og ydmygelse af Tyskland; Det hellige romerske rige blev set som et værgeløst bytte mod datidens arvefjende Frankrig.
Denne vurdering blev forstærket i årene 1923-45. Hitler brugte i sin bog "Mein Kampf" både fredstraktaten og Versaillestraktaten til at begrunde anti-franske holdninger.
Senere forskning har dog vist, at traktaten var med til at sikre en ny magtbalance samt samarbejde mellem rigsstænderne, kejseren og rigets institutioner. Europæisk var de vigtigste resultater oprettelsen af de selvstændige stater Schweiz og Holland og endelig fastsættelsen af frie religionsrettigheder.

### Fremstillinger
- Fritz Dickmann: Der Westfälische Friede. Münster, Aschendorff 1998. ISBN 3-402-05161-3
- Herbert Langer: Das Tagebuch Europas. Sechzehnhundertachtundvierzig, Der Westfälische Friede. Berlin: Brandenburg. V., 1994. ISBN 3-89488-070-8
- Christoph Link: Die Bedeutung des Westfälischen Friedens in der deutschen Verfassungsentwicklung. Zum 350-jährigen Jubiläum eines Reichsgrundgesetzes, in: JZ 1998, S. 1 bis 9.
- Eva Ortlieb, H. Duchhardt (Hrsg.): Der Westfälische Friede, München, Oldenbourg 2001. ISBN 3-486-64425-4
- Roswitha Philippe: Württemberg und der Westfälische Friede., Münster/Westfalen, 1976.
- Georg Schmidt: Geschichte des Alten Reiches. Staat und Nation in der Frühen Neuzeit 1495–1806, München 1999. ISBN 3-406-45335-X
- Benno Teschke: Mythos 1648 – Klassen, Geopolitik und die Entstehung des europäischen Staatensystems . Münster, 2007, ISBN 978-3-89691-122-3.
- Manfred Wolf: Das 17. Jahrhundert. In: Wilhelm Kohl (Hg.): Westfälische Geschichte. Band 1. Düsseldorf: Schwann, 1983 (= Veröffentlichungen der Historischen Kommission für Westfalen, XLIII), S. 537-685, bes. S. 561 ff. ISBN 3-590-34211-0